# Dicranota cazieriana
Dicranota cazieriana är en tvåvingeart som beskrevs av Alexander 1944. Dicranota cazieriana ingår i släktet Dicranota och familjen hårögonharkrankar. Inga underarter finns listade i Catalogue of Life.